# سرگی روندون
سرگی روندون (انگلیسی: Serguei Rondón؛ زادهٔ ۲۸ اکتبر ۱۹۷۹) کشتی‌گیر اهل کوبا است.